# Centro do Guilherme
Centro do Guilherme est une municipalité brésilienne située dans l'État du Maranhão.